# Марянка (Білгорайський повіт)
Марянка (пол. Marianka) — село в Польщі, у гміні Княжпіль Білґорайського повіту Люблінського воєводства.

## Історія
За даними етнографічної експедиції 1869—1870 років під керівництвом Павла Чубинського, у селі переважно проживали українськомовні греко-католики, меншою мірою — польськомовні римо-католики.
У 1921 році село входило до складу гміни Княжпіль Білґорайського повіту Люблінського воєводства Польської Республіки.
У 1975—1998 роках село належало до Замойського воєводства.

## Населення
За даними перепису населення Польщі 1921 року в селі налічувалося 12 будинків та 62 мешканці (30 чоловіків та 32 жінки), усі 62 православні українці.